# Данилов, Александр Николаевич
Александр Николаевич Данилов (род. 14 мая 1955, Витебск) — советский и белорусский социолог, философ и политолог, специалист по социологии молодёжи, теории, методологии и истории социологии, социологии трансформационных процессов в переходных обществах, автор теоретико-методологической концепции, раскрывающей механизм системных трансформационных изменений в постсоветских странах. Доктор социологических наук, профессор, член-корреспондент Национальная академия наук Беларуси.

## Биография
Окончил биотехнологический факультет Витебского ветеринарного института в 1980 году.
В 1990 году в Институте социологии АН БССР под научным руководством доктора философских наук, профессора, члена-корреспондента АН БССР Е. М. Бабосова защитил диссертацию на соискание учёной степени кандидата социологических наук по теме «Социологический анализ духовных потребностей молодёжи: (На материалах Белорусской ССР)» (специальность 22.00.06 — социология культуры, социология образования и социология науки); официальные оппоненты — доктор философских наук С. И. Плаксий и кандидат философских наук С. П. Винокурова; ведущая организация — кафедра социологии Белорусского государственного университета имени В. И. Ленина
В 1993 году защитил диссертацию на соискание учёной степени доктора социологических наук по теме «Молодёжь республики Беларусь в условиях перехода к рыночным отношениям» (специальность 22.00.01 — теория, методология и история социологии).
Работал заведующим отделом Витебского областного комитета ЛКСМ БССР, заведующим отделом студенческой молодёжи, отделом исследования проблем молодёжи, заведующим социологической лабораторией ЦК ЛКСМ БССР (1978—1991). В 1991—1994 — главный специалист (социолог), заведующий сектором изучения общественного мнения и прогнозирования, заведующий аналитическим отделом Службы информации Кабинета министров Республики Беларусь. В 1994—2000 — заведующий сектором изучения общественного мнения и прогнозирования, начальник информационно-аналитического управления Администрации президента Республики Беларусь. В 2000—2003 — профессор кафедры социологии Белорусского государственного университета. С января 2003 г. по январь 2016 г. — заместитель председателя Высшей аттестационной комиссии Беларуси.
Одновременно с 1991 — преподаёт на кафедре социологии Белорусского государственного университета. В 1996—2003 — заместитель председателя Белорусского республиканского фонда фундаментальных исследований. С 1997 по 2009 гг. — заместитель академика-секретаря Отделения гуманитарных наук и искусств НАН Беларуси. С 1997 — главный редактор научно-теоретического журнала «Социология», с 2000 г. — председатель Белорусского общественного объединения «Социологическое общество». В 2016 г. указом Александра Лукашенко освобождён от должности «в связи с истечением срока действия контракта».
С 2005 является заведующим кафедры социологии факультета философии и социальных наук Белорусского государственного университета.

## Научная деятельность
Основные исследования в области теории, методологии и истории социологии, социологии трансформационных процессов в переходных обществах. Автор теоретико-методологической концепции, раскрывающей механизм системных трансформационных изменений в постсоветских странах. Разработал теоретические предпосылки нового направления в социологической науке — социологии трансформационных процессов в переходных обществах. Исследовал взаимоотношения власти и общества, функции политической элиты, современные проблемы политики глобализации и перспективы развития национального государства. Анализировал положение молодежи в условиях перехода к рыночным отношениям и предложил социокультурную модель концепции государственной молодежной политики.

## Научные труды
Является автором и соавтором учебников и учебных пособий по социологии, другим гуманитарным и социальным наукам, методологии и методике социологических исследований, теории и истории социологии для вузов и средней школы.
Лауреат премии Национальной академии наук Беларуси за лучшую научную работу (1999); стипендии президента Республики Беларусь деятелям науки, образования, культуры и здравоохранения (2001) за достижение высоких результатов в сфере профессиональной деятельности. Объявлена благодарность президента Республики Беларусь (2005) за заслуги в формировании национальной системы аттестации, плодотворную работу в области подготовки и аттестации научно-педагогических кадров высшей квалификации.